# ماركو سبورتيلو
ماركو سبورتيلو (بالإيطالية: Marco Sportiello)‏ (10 مايو 1992 إيطاليا - ) هو لاعب كرة قدم إيطالي، يلعب كحارس مرمى.

## وصلات خارجية
ماركو سبورتيلو على موقع الاتحاد الأوربي (الإنجليزية)
- ماركو سبورتيلو على موقع قاعدة بيانات كرة القدم.إي يو (الإنجليزية)
- ماركو سبورتيلو على موقع Soccerway.com (الإنجليزية)
- ماركو سبورتيلو على موقع عالم كرة القدم.نت (الإنجليزية)
- ماركو سبورتيلو على موقع AS.com (الإسبانية)